# Sissach
Sissach – gmina (niem. Einwohnergemeinde) w północnej Szwajcarii, w kantonie Bazylea-Okręg, siedziba administracyjna okręgu Sissach. 31 grudnia 2020 roku liczyła 6 706 mieszkańców. Przez teren gminy przebiega autostrada A2 oraz droga główna nr 2.  

## Osoby

### urodzone w Sissach
- Achilles Huber, architekt
- DJ Antoine, producent muzyczny
- Eugen Häfelfinger, malarz
- Friedrich Burckhardt, matematyk